# Myrothamnus
Myrothamnus är ett släkte av tvåhjärtbladiga växter. Myrothamnus ingår i familjen Myrothamnaceae.
Myrothamnus är enda släktet i familjen Myrothamnaceae.
Kladogram enligt Catalogue of Life:
| Myrothamnus | \| \| Myrothamnus flabellifolia \| \| \| \| \| \| Myrothamnus moschatus \| \| \| \| |
|             | \| \| Myrothamnus flabellifolia \| \| \| \| \| \| Myrothamnus moschatus \| \| \| \| |
|             | Myrothamnus flabellifolia                                                           |
|             |                                                                                     |
|             | Myrothamnus moschatus                                                               |
|             |                                                                                     |

## Bildgalleri

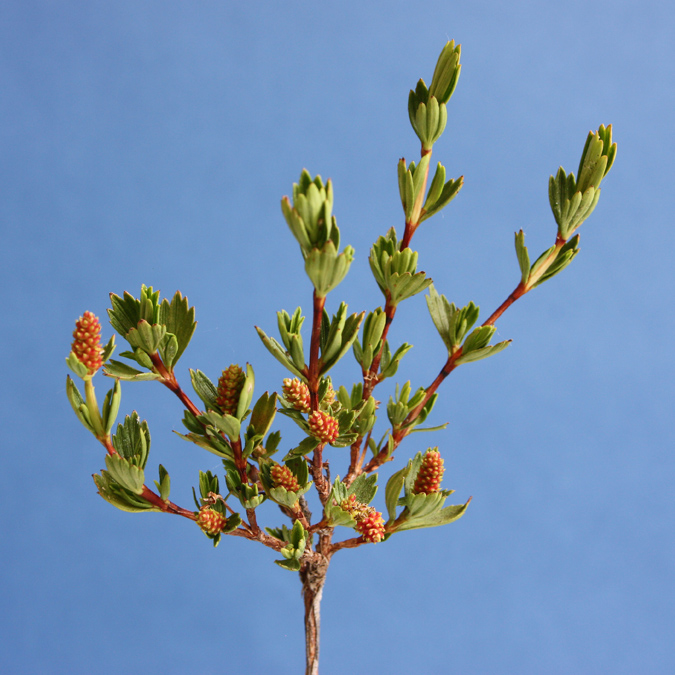